# ارالدو دا روما
ارالدو دا روما (ایتالیایی: Eraldo Da Roma؛ ۱ مارس ۱۹۰۰ – ۲۷ مارس ۱۹۸۱) تدوین‌گر اهل ایتالیا بود. 

## فیلم‌شناسی
- شنل (۱۹۵۲)
- دبیرستان (۱۹۵۴)
- آخرین روزهای پمپئی (۱۹۵۹)
- آدوا و دوستان (۱۹۶۰)
- ماجرا (۱۹۶۰)
- بی‌گناهان وحشی (۱۹۶۰)
- غول رودس (۱۹۶۱)
- بی‌غیرت ارجمند (۱۹۶۴)
- شورش گارد پرتورین (۱۹۶۴)
- طبقه هفتم (۱۹۶۷)
- پزشک بیمه سلامت (۱۹۶۸)